# Hot dogs 2
『hot dogs 2』（ホット・ドッグス・ツー）は2006年12月20日にリリースされたFENCE OF DEFENSEの14thアルバム。

## 解説
1994年にリリースされた『hot dogs』から12年経ちメンバー4度目の「戌年」を迎え、『hot dogs』第2弾としてリリース。
前回が全編ロンドンレコーディングであったのに対し、今作は全編沖縄で合宿しながらのセッション・レコーディングとなった。
元々2月のライブで、”hot dogs 2”というタイトルでアルバム制作をする宣言をしていたが、メンバー個々の活動に追われ、10月頭から曲作り - セッション - リハーサル - レコーディング - マスタリングに至るまで期間わずか1ヶ月半という過密スケジュールで制作された。
シーケンサー、シンセサイザーが全く入っておらず、ストレートなロック・サウンドを中心にした作品。

## 収録曲
| 全編曲: FENCE OF DEFENSE。 |                                        |                    |                            |       |
| #                          | タイトル                               | 作詞               | 作曲                       | 時間  |
| 1.                         | 「In Okinawa」                         |                    | 西村麻聡                   | 1:44  |
| 2.                         | 「頑張る人」                           | 西村麻聡           | 西村麻聡                   | 3:59  |
| 3.                         | 「希望の虹」                           | 西村麻聡           | 西村麻聡                   | 4:52  |
| 4.                         | 「夢の満ちかけ」                       | 永田憲子、北島健二 | 北島健二                   | 4:26  |
| 5.                         | 「Shadows」                            | 西村麻聡           | 西村麻聡                   | 5:03  |
| 6.                         | 「Human Pray〜この世界中のどこかで〜」 | 西村麻聡           | 西村麻聡                   | 5:18  |
| 7.                         | 「君にムチュムチュ」                   | 西村麻聡           | 北島健二、西村麻聡、山田亘 | 4:54  |
| 8.                         | 「島と人魚と満月」                     | 西村麻聡           | 西村麻聡                   | 5:30  |
| 9.                         | 「hot dogs heavy-cake version」        | 西村麻聡           | 西村麻聡                   | 3:01  |
| 10.                        | 「マーマレード」                       | 永田憲子、北島健二 | 北島健二                   | 4:10  |
| 11.                        | 「Spirit Future」                      | 西村麻聡           | 北島健二、西村麻聡         | 5:02  |
| 合計時間:                  | 合計時間:                              | 合計時間:          | 合計時間:                  | 47:59 |